# 伯恩州
伯恩州（德語：Kanton Bern）是瑞士西半邊的一個州，其面積僅居格勞賓登州之下，且人口密度也只次於蘇黎世，為瑞士第二大州。伯恩州的官方和民間皆雙語并行，這個區域可通行德語及法語，唯其口音與拼寫方式略不同於德法兩國。